# قلعه حاجی‌آباد
قلعه حاجی‌آباد مربوط  به دوره‌های ایلخانیان، تیموریان، صفویان است و در مرکز شهر حاجی‌آباد، استان هرمزگان واقع شده است. این اثر در تاریخ ۱۲ بهمن ۱۳۸۱ با شمارهٔ ثبت ۷۲۷۱ به‌عنوان یکی از آثار ملی ایران به ثبت رسیده‌است.